# East Village
East Village – dzielnica (neighborhood) na nowojorskim Manhattanie.
East Village graniczy z Czternastą ulicą od północy, East River od wschodu, Houston Street od południa, i w przybliżeniu z Bowery i Third Avenue od zachodu. Leży na wschód od Greenwich Village i NoHo, na południe od Stuyvesant Town i na północ od Lower East Side. East Village obejmuje okolicę zwaną Alphabet City.
East Village była (i przez wielu nadal jest) postrzegana jako część Lower East Side. W latach osiemdziesiątych sprzedawcy nieruchomości zaczęli promować nazwę East Village, aby uwolnić okolicę od reputacji Lower East Side, która była powszechnie uważana za dzielnicę slumsów. Także po to, aby chwycić trochę sławy Greenwich Village.
East Village, miejsce narodzin amerykańskiego punk rocka. 

## Galeria zdjęć

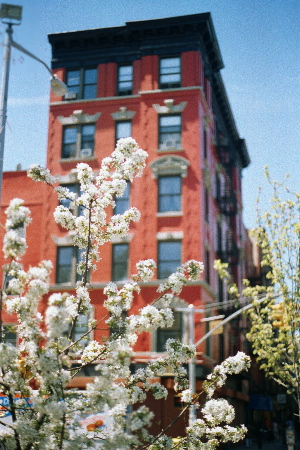
Avenue A od strony Tompkins Square Park w 2003 roku
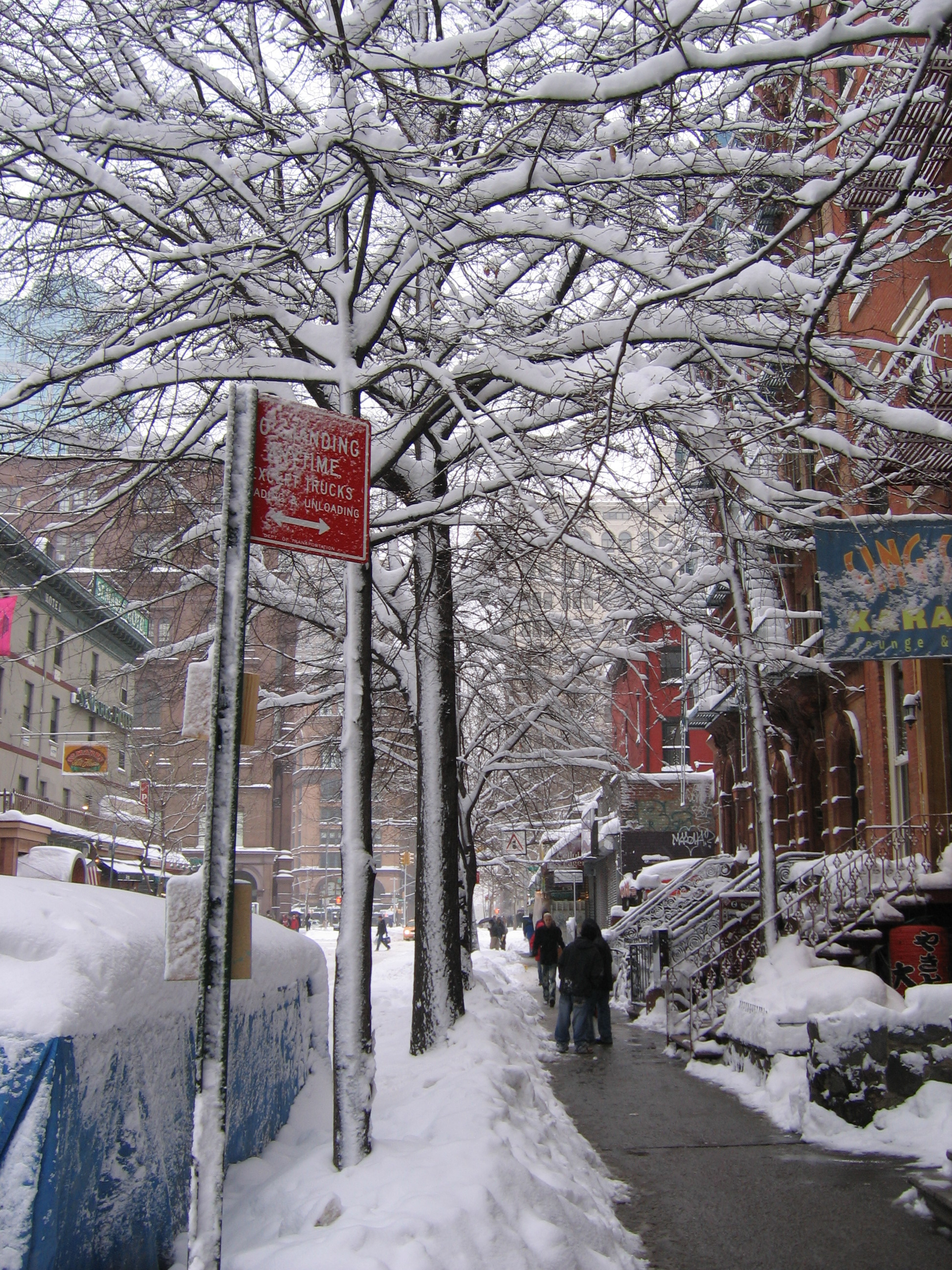
East Village w zimie 2006 roku